# Festuca pallescens
Festuca pallescens là một loài thực vật có hoa trong họ Hòa thảo. Loài này được (St.-Yves) Parodi mô tả khoa học đầu tiên năm 1953.